# Johanis Manuhutu
Johanis Manuhutu (wł. Johannes Hermanus Manuhutu, ur. 8 kwietnia 1908 w Haria na wyspie Saparua, zm. 22 sierpnia 1984 tamże) – pierwszy prezydent samozwańczej Republiki Południowych Moluków. Jego następcą był Chris Soumokil.